# Стромынская дорога
Стромы́нская дорога, или Стромынский тракт, или Страмынский путь, или Стромынский торговый тракт (в просторечии Стромы́нка) — одна из старейших сухопутных дорог Центральной России, известная ещё в Древней Руси периода удельных княжеств. Соединяла города Москву, Юрьев-Польский, Суздаль, Владимир-на-Клязьме и Шую. Располагалась между двумя другими старыми дорогами: Владимирской (расположенной южнее) и Троицкой (расположенной севернее).
Начиная с XII века территория Мещерской низменности была политико-административно разделена между враждебно настроенными княжествами (Муромским, Московским, Владимирским и Рязанским.) Когда в конце XIV—XV веков начала формироваться сеть грунтовых дорог, отходивших во все стороны от Москвы, Мещера оказалась слишком заболочена и не удобна для строительства дорог. Все дороги, шедшие от столицы княжества, проходили по окраинам низменности. С юга Мещеру окаймлял Рязанский тракт, связывавший Москву, Коломну и Переяславль-Рязанский. Вплоть до XVI века единственным сухопутным путем из Москвы во Владимир оставалась Стромынская дорога, с появлением Владимирского тракта окружная дорога по ополью потеряла свое значение.
По мнению известного краеведа П. П. Копышева, Стромынская дорога как большой проезжий тракт, получивший в позднее время значение торгового, являлся по существу лишь более поздним участком древнейшей дороги от Москвы на Суздаль и  сокращавшим в значительной мере путь от Москвы до города Юрьева-Польского; этот её участок возник не позднее ХIV столетия.

## Происхождение названия
П. В. Хавский, как и многие другие авторы, считает, что название дороги дано по названию находившемуся на ней монастырю: «Стромынская большая дорога от Кремля на северо-восток… Название её происходит по существовавшему в 1764 году Стромынскому монастырю».
В Географическом словаре Российского государства, составленном в начале XIX века, написано: «В середине по ней, в 50 верстах от Москвы, есть село Стромынское, по которому она и прозвана и в котором находился уничтоженный в 1764 году Стромынский монастырь». В Никоновской летописи об устроении («о составлении») этого монастыря говорится: «…игумен Сергий созда монастырь на реце Дубенке на Стромыни». Этимология старинного слова «Стромынь» не однозначна.

## Время появления
О времени появления Стромынского тракта никаких сведений в исторических источниках не обнаруживается. Предполагается, что с образованием Московского великого княжества, то есть со времен княжения Ивана Калиты и Дмитрия Донского, подмосковные грунтовые пути были уже довольно развиты и наезжены. Предполагается, что значимость этого тракта повышается после основания Стромынского монастыря, который, по-видимому, некоторое время мог быть местом великокняжеского богомолья, так как он был основан Сергием Радонежским по просьбе великого князя Дмитрия Ивановича Донского в память победы над Мамаем в результате Куликовской битвы. Этот путь не обрывался у Стромынского монастыря, а пролегал далее на восток — через древнее митрополичье вотчинное село Филипповское — на Киржачский Благовещенский монастырь и соседний с ним Троицкий Махрищский Стефанов монастырь на речке Махрище (приток Молокчи). Эти монастыри были основаны ранее Стромынского — в 1360-х годах. Помимо монастырей и сами местности, лежавшие по средним течениям рек Шерны и Киржача, ещё с первой половины XIV века находились в вотчинном владении московской митрополии.

## История
Начальным временем развития грунтовых дорог на Руси вообще, в Подмосковье и на Владимирщине в частности можно считать XI век. А. Г. Кузьмин, ссылаясь на Лаврентьевскую летопись, говорит, что с конца XI века "налаживается путь полем с юга через Курск на Муром по окраинам вятической земли".

### Конец XVI — XVII века
М. Н. Тихомиров пишет, что в XVI веке Стромынка выводившая на Юрьев и Суздаль являлась старой дорогой, постепенно терявшей свое значение.
С. Ф. Платонов в своих очерках по истории Смуты в Московском государстве пишет: "На Москву шла от Шуи и Суздаля через Юрьев-Польский сухопутная дорога, очень известная и теперь и в старину под названием Стромынки. И Владимир через Суздаль по этой дороге сносился с Москвою.
В расходных росписях 1690 года монастырских слуг Суздальского Покровского монастыря описывается февральский путь на Москву. Описание начинается с остановки на постоялом дворе в Юрьеве-Польском, далее ночёвка в селе Ильинском, в деревне Желдыбине кормили лошадей, в селе Стромыне ночевали, следующий день остановка на Клязьме (речь идет о селении), далее короткая остановка в селе Пахра и в тот же день приехали в Москву. На обратном пути ночёвка на Клязьме (селение) ночевали, далее остановка в селе Стромыни, в тот же день ночёвка в деревне Храпкове, остановка в селе Киржач, остановка в деревне Лодыгине. Весь санный путь от Суздаля до Москвы занимал, в среднем, не более трёх суток, включая и время ночёвок.

### Середина XVIII века

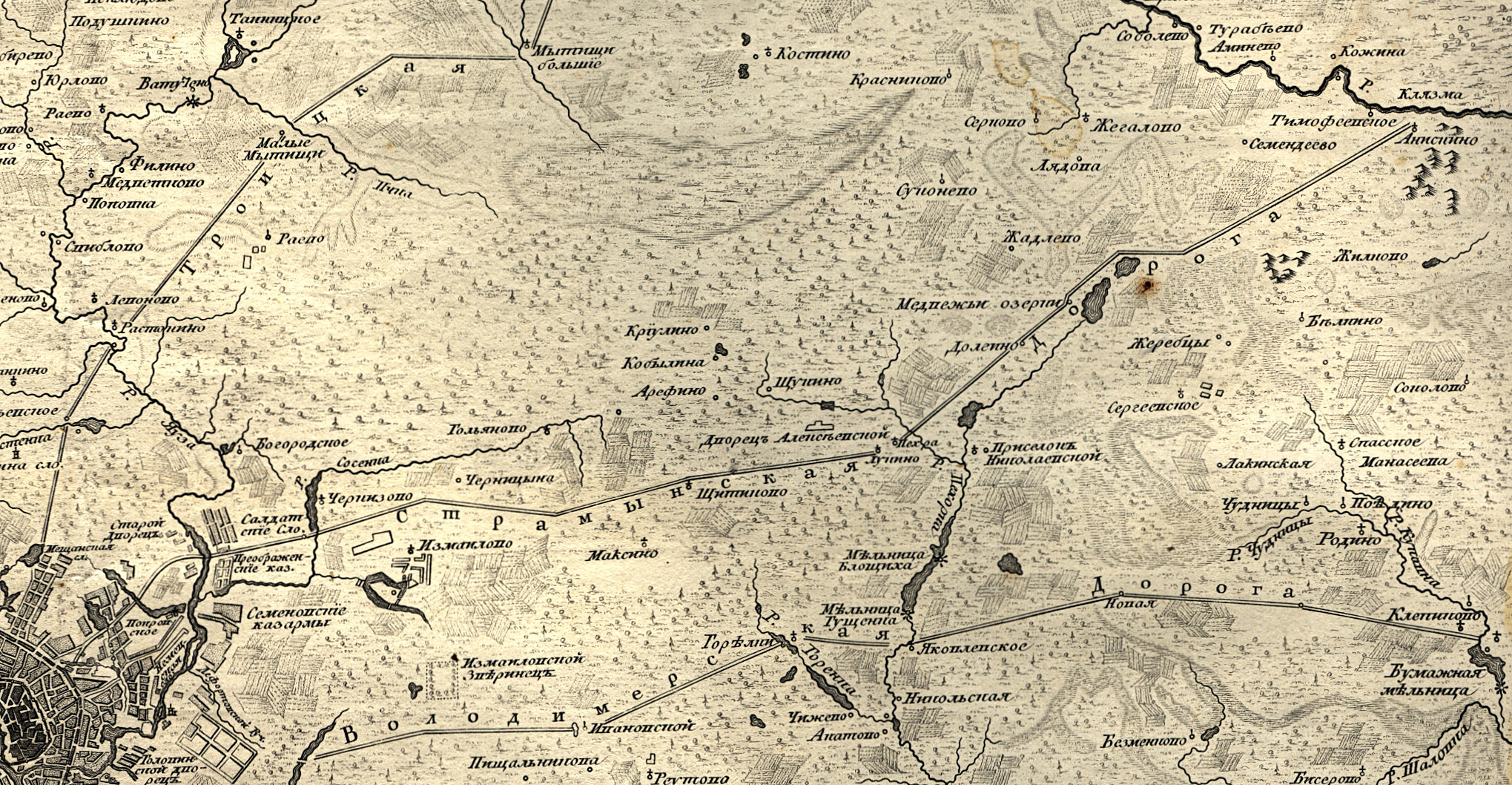
Страмынский тракт. План Царствующаго Града Москвы с показанием лежащих мест на тритцать верст округ. 1766 год

Начало упадка Стромынского тракта. С 1796 года город Киржач перешёл из уездного на положение заштатного города, а уездным стал город Покров на Владимирском тракте.

### Конец XVIII — начало XIX веков
В Географическом словаре Российского государства, составленном в начале XIX века Л. М. Максимовичем и А. М. Щекатовым Стромынка описывается, как большая проезжая дорога от Москвы до города Юрьева Польского.
По данным на 1804 год Стромынская дорога имела длину 182 версты и проходила через село Анискино (Московская губерния), село Коровцино (Московская губерния), город Киржач (Владимирская губерния), деревни Старая (Владимирская губерния), Дубки (Владимирская губерния), Ставрово (Владимирская губерния), город Владимир.
Известный исследователь Владимирской губернии С. А. Харизоменов писал: Стромынка — большая торговая дорога шла из Москвы через Филипповскую волость на город Киржачъ и затем направлялась в Юрьев, Гавриловский Посад, Владимир и Нижний Новгород. Громадное торговое движение, происходившее по этому пути до постройки Московско-Нижегородского шоссе в середине XIX века, имело весьма важное экономическое значение для крестьян тех селений, которые были расположены вдоль него. Селения, расположенные по Стромынке, занимались извозом (перевозка на своих лошадях чужой клади, иногда в качестве извозчика на хозяйской лошади), дворничеством (содержанием постоялых дворов), содержанием питейных заведений, торговля фуражом, дёгтем, продовольствием, увязочным материалом (рогожи, кули, верёвки и пр.), а так же содержанием кузниц и экипажеремонтных мастерских; эти занятия давали значительные заработки. Еще в середине XIX века крестьяне села Филипповского ездили с товаром по санному пути в Казань, Ирбит и сибирские города.

### Середина XIX века
По данным на 1852 год Страмынский путь проходил из Москвы в город Шую сначала по Московскому и Богородскому уездам Московской губернии, далее по уездам Покровскому, Юрьевскому, Суздальскому и Шуйскому через заштатный город Киржач и уездный город Юрьев Владимирской губернии. Упоминаются следующие населённые пункты Владимирской губернии: Филипповское, Дубки, Храпково, город Киржач, Ильинское. От города Юрьева до Гавриловского посада дорога идёт почтовым трактом из Переславля-Залесского во Владимир. От Гавриловского посада до станции Золотницкой-Пустыни дорога длиной 23 версты. Через реку Нерль около Кибергино дорога переходила по мельничной плотине (весной паром). От Золотницкой-Пустыни в Шую дорога следовала почтовым трактом из Владимира в Шую.
В середине XIX века дорога активно использовалась для снабжения фабрик перечисленных выше уездов и торговли. Стромынский тракт соединял Москву и промышленно развитую Вологодскую губернию. Часть тракта, от Юрьева до Шуи, составляла этапный путь.
Спад транспортного напряжения на Стромынке начался с времени появления пароходного движения и прокладки шоссейных, а затем и железных дорог. Сначала возник грунтовый Владимирский тракт, потом он стал Московско-Нижегородским шоссе. От Москвы до Владимира по Московско-Нижегородскому шоссе было около 180 вёрст, а путь по Стромынке, до того же Владимира, насчитывал около 250 вёрст. К 1862 году построена Московско-Нижегородская железная дорога.

### Конец XIX века.
В 1880-х годах извоз по Стромынке полностью прекратился.
В 1880-х годах Московским губернским земством в числе прочих было построено Стромынское шоссе.

## География
Начиная от Красной площади в Москве, на Стромынку ближайшим путем выводила Никольская улица, а далее через Лубянскую площадь, Мясницкую улицу, через бывшие Красные ворота на Каланчёвскую площадь, далее дорога шла через село Преображенское, Черкизово, Колотино, Щетниково (Щитниково), Лупина (Лупиха), через сёла Никольское и Пехра, деревню Жеребцы, и пройдя северным берегом Медвежьих озёр, оставляя влево село Щелково, уходила далее на северо-восток через село Анискино, деревню Гайково, Мизинова, Дядькина, Черноголовка, Обухова (Обуховская), село Стромынь, деревни Чёрново (Чёрная) и Александровка (Мележа).
В деревне Александровка (Мележа) Стромынка согласно некоторым литературным источникам будто бы разветвлялась: одна ее ветвь уходила вправо, лесом, к устью речки Мележи и через так называемый Буянов мост через реку Шерну шла сплошным лесом, встречая единственное небольшое селение Любимеж, и минуя с левой стороны село Филипповское, выходила на деревню Храпки (Храпково), а от неё уже на близлежащий Киржачский монастырь, на месте которого основался город Киржач.
Другая ветвь Стромынского тракта от деревни Александровка (Мележа) шла на село Филипповское, в котором тракт снова двоился. Одна его ветвь (зимник) направлялась по мосту через реку Шерну (этот мост с обоих концов имел в старину запирающиеся ворота, вероятно с целью взимания мостовой пошлины, и в документах XV века он назывался Большим и даже Великим мостом на реке Шерне), где она поворачивала круто влево и, пройдя через деревню Дубки, проходила лесом в деревню Храпки, соединяясь тут с мелёженской ветвью. Другая ветвь Стромынки из села Филипповского направлялась в тот же Киржач через деревню Оленино (Аленино), Никулкино (Микулкино), Грибаново и Ельцы.
В Киржаче, Стромынка снова разветвлялась: одна её ветвь шла через Махру (Махрищский монастырь) и Александрову Слободу в город Юрьев-Польский, а другая - более прямо в тот же Юрьев-Польский через селения Давыдовское, Ефремово, Желдыбино, Фролищи, Софьино, Жердево, Старое, Павловку, Ильинское и Клины. Из Юрьева-Польского дорога шла на Суздаль.
По выходе из Москвы, Стромынка на всем своем протяжении пролегала по трем древним уездам: Московскому, Переславль-Залесскому и Юрьевскому, пересекая примыкавшие к Москве дворцовые земли, тянувшие к селу Тайнинскому. А пройдя через них, дорога Стромынка пересекала Пехорский, Бохов, Воря и Корзенев станы, волость Черноголовль, станы Шеренский, Борисоглебский (ранее Марининская вол.), Кодяев, Кривцов, Шуткин и Золоцкой, после которого Стромынка входила в Юрьев-Польский, сливаясь в нем с прежней старой дорогой на Суздаль и Владимир.

## Товарный поток
Весь товарный поток на Стромынке имел двоякое происхождение: местное и дальнее. Товары местного населения представлялись продукцией крестьянского хозяйства, промыслов и ремесла всего разнообразия кустарного, а впоследствии мануфактурно-фабричного производства. Товарный поток на Стромынке вероятно возрастал от века к веку и становился более разнообразным, в соответствии с изменениями хозяйственной деятельности населения местностей, расположенных по тракту и его окрестностям, а также и от развивавшихся торговых связей государства с отдаленными районами и зарубежными странами на востоке. О большом торговом обороте на этом тракте можно судить по тому, что в XVII веке в Юрьеве-Польском существовала таможня.

## Покрытие
Мощение камнем Стромынки проводилось лишь местами и главным образом в пределах Московской губернии. По данным 1830—1890-х годов Стромынское шоссе было со сплошным каменным покрытием только в пределах Московского уезда, на протяжении 40 километров. В иных местах каменное полотно дороги можно было встретить только на городских въездах и выездах, и на гатевых насыпях через очень сырые участки местности. По бокам дороги были прорыты канавы.

## Сохранившиеся участки
В 1960-х годах остатки грунтовой Стромынки были заметны на участке между селениями Стромынью и Мележей, в находящемся поблизости лесу; в лесу же между селениями Дубки и Храпки, по дороге к городу Киржачу. В районе села Ильинского около Юрьева-Польского.

## Легенды
- По Стромынке разбойничала шайка под предводительством атамана Бирлюка (или Берлюка). Когда разбойники решили прекратить свою противоправную деятельность, то поселились на погосте, как отшельники. Впоследствии в этом месте возникла Николо-Берлюковская пустынь[4].
- В месте впадения реки Мележа в Шерну находилось глухое лесистое место. Там исстари и до сих пор существует мост через реку Шерну, который называется Буяновым, по аналогии с мостом названо и расположенное тут лесное урочище (Буяны или Буяни). Местная легенда упорно приписывает такое название моста и леса по действовавшим там некогда "буянам" (разбойникам). В окрестностях циркулировали слухи о том, что некоторые местные крестьяне, заходя далеко в лес, натыкались там на какие-то таинственные землянки и шалаши. Говорили, что по лесу и около Буянова моста зарывали разбойники свои клады, которые не давали покоя некоторым окрестным кладоискателям из среды крестьян. Рассказывали, что некоторые кладоискатели-крестьяне вскоре разбогатели. Но больше было несчастливцев и неудачников[4].
- Ходило предание о том, что у мелёженских мужиков будто бы не совсем чисты руки, и что нет-нет, да и "запачкают" их об проезжих обозников. Даже называлась фамилия одного содержателя постоялого двора, который вместе со своими сыновьями убивал путников, и что на Чёрновском лесу было место, которое называлось по фамилии этого хозяина, где он зарывал трупы убитых и ограбленных[4].

## Криминал
- В 1910 году убийство с целью ограбления, возчика красильного фабриканта деревни Боровково - Е. П. Смирнова - отвозившего партию окрашенного шелка окрестным заказчикам-фабрикантам, содержавшим ткацкое производство[4].
- В 1911 году кража 13 пудов шёлка (на сумму 5000 руб.) из двух фабрикантских контор одновременно в придорожном селе Филипповском[4].

## Название
В дореволюционной литературе и на картах Стромынский тракт имеет много названий:
- Хомутовка (потому, что с подлинной Стромынки отходила дорога влево, к селу Хомутово)[4].
- Большая Стромынская дорога (или просто Стромынка).
- Из Москвы в Стромынск. На картах 1797 г. «Московский уезд. План Генерального Межевания. 2 верстка»[14].
- Большая Киржачская дорога. На картах 1797 г. «Московский уезд. План Генерального Межевания. 1 верстка» дорога указана Большая дорога на Киржач[15][16].
- Торговая Стромынская дорога
- Юрьевская дорога[4].
- Киржачская дорога[4].
- Юрьево — Польская дорога. Указана у русского историка П. В. Хавского как одно из названий[16]
- Суздальская дорога[4].
- Стромынское шоссе — до 1 марта 1960 года[источник не указан 2352 дня].
- Большая Владимирская дорога. XIV век[17].